# Богенбай би
Богенбай би (каз. Бөгенбай би ; до 2007 − Лосевка) — аул в Зерендинском районе Акмолинской области Казахстана. Входит в состав Викторовского сельского округа. Код КАТО — 115643600.

## География
Аул расположен возле озера Айдабул на юге района, в 18 км на юге от центра района села Зеренда, в 4 км на восток от центра сельского округа села Викторовка.

### Улицы[3]
- ул. Береговая,
- ул. им. Аз батыра.

### Ближайшие населённые пункты
- село Викторовка в 4 км на западе,
- село Красиловка в 11 км на юго-западе,
- село Костомаровка в 12 км на юго-востоке,
- село Кызылегис в 12 км на востоке,
- село Коктерек в 14 км на северо-востоке,
- село Зеренда в 18 км на севере.

## Население
В 1989 году население аула составляло 444 человек (из них русских 52%, казахов 45%).
В 1999 году население аула составляло 370 человек (182 мужчины и 188 женщин). По данным переписи 2009 года, в ауле проживало 250 человек (130 мужчин и 120 женщин).
| Численность населения | Численность населения | Численность населения |
| 1989                  | 1999                  | 2009                  |
| --------------------- | --------------------- | --------------------- |
| 444                   | ↘370                  | ↘250                  |